# Réserve naturelle d'Øvre Forra
La réserve naturelle d'Øvre Forra est une réserve naturelle de Norvège située sur les communes de Meråker, Verdal, Levanger et Stjørdal dans le comté de Trøndelag. La réserve naturelle est située à l'endroit où le lac Feren se jette dans la rivière Forra. La réserve a le statut de site Ramsar, en raison de son importance pour les oiseaux migrateurs.
La réserve a été créée en 1990 afin de protéger une vaste tourbière, presque intacte de toute intervention humaine, avec une faune et une flore riche. La réserve a une superficie d'environ 108 kilomètres carrés.